# ستيفانو دل سانتي
ستيفانو دل سانتي (بالإيطالية: Stefano Del Sante)‏ (13 يناير 1987 ببيروجيا في إيطاليا - ) هو لاعب كرة قدم إيطالي في مركز الهجوم. لعب مع فيورنتينا ونادي بيروجيا ونادي فاريسي ونادي ليكو ونادي مانتوفا وVigor Lamezia ‏ وإيه أس بيتزاغيتوني واتحاد بافيا لكرة القدم ويوفي ستابيا.

## وصلات خارجية
- ستيفانو دل سانتي على موقع قاعدة بيانات كرة القدم.إي يو (الإنجليزية)
- ستيفانو دل سانتي على موقع Soccerway.com (الإنجليزية)